# Clathria calochela
Clathria calochela är en svampdjursart som beskrevs av Jörn Hentschel 1912. Clathria calochela ingår i släktet Clathria och familjen Microcionidae. Inga underarter finns listade i Catalogue of Life.